# Vallende engel
Vallende engel is een single uit 2008 van de Zeeuwse band BLØF, afkomstig van het studioalbum Oktober.

## Tracklist
1. Vallende engel
2. Vallende engel (Live opgenomen op 7 oktober 2008 te Austerlitz)

## Hitnoteringen
| "Vallende engel" in de Nederlandse Top 40 -- binnen: 13-12-2008 | "Vallende engel" in de Nederlandse Top 40 -- binnen: 13-12-2008 | "Vallende engel" in de Nederlandse Top 40 -- binnen: 13-12-2008 | "Vallende engel" in de Nederlandse Top 40 -- binnen: 13-12-2008 | "Vallende engel" in de Nederlandse Top 40 -- binnen: 13-12-2008 | "Vallende engel" in de Nederlandse Top 40 -- binnen: 13-12-2008 |
| Week                                                            | 1                                                               | 2                                                               | 3                                                               | 4                                                               | 5                                                               |
| --------------------------------------------------------------- | --------------------------------------------------------------- | --------------------------------------------------------------- | --------------------------------------------------------------- | --------------------------------------------------------------- | --------------------------------------------------------------- |
| Nummer                                                          | 37                                                              | 33                                                              | 28                                                              | 34                                                              | 39                                                              |

| "Vallende engel" in de Nederlandse Single Top 100 -- binnen: 29-11-2008 | "Vallende engel" in de Nederlandse Single Top 100 -- binnen: 29-11-2008 | "Vallende engel" in de Nederlandse Single Top 100 -- binnen: 29-11-2008 | "Vallende engel" in de Nederlandse Single Top 100 -- binnen: 29-11-2008 |
| Week                                                                    | 1                                                                       | 2                                                                       | 3                                                                       |
| ----------------------------------------------------------------------- | ----------------------------------------------------------------------- | ----------------------------------------------------------------------- | ----------------------------------------------------------------------- |
| Nummer                                                                  | 90                                                                      | 99                                                                      | 97                                                                      |